# Тули Лодж (аэропорт)
Тули Лодж (ИКАО: FBTL) — частный аэропорт, расположенный в Тули Лодж, Ботсвана.